# Antonio Aliotta
Antonio Aliotta (18 de enero de 1881 - 1 de febrero de 1964) fue un filósofo italiano.
Nació en Palermo y estudió filosofía en la Universidad de Florencia, graduándose en 1903. Sus primeros trabajos estuvieron basados en la psicología experimental. En 1912, ganó el premio Paladin por su trabajo La reazione idealistica contro la scienza. Se convirtió en profesor de filosofía teórica en la Universidad de Padua desde 1913 hasta 1919, cuando comenzó a trabajar para la Universidad de Nápoles hasta 1951.

## Obra
- La reazione idealistica contro la scienza (1912)
- La guerra eterna e il dramma dell'esistenza (1917)
- L'estética di Kant e degli idealisti romantici (1942)
- Il sacrificio come significato del mondo (1947)
- Il relativismo dell'idealismo e la teoria di Einstein (1948)
- Evoluzionismo e spiritualismo (1948)
- Il problema di Dio e il nuovo pluralismo (1949)
- Le origini dell'irrazionalismo contemporaneo (1950)
- Pensatori tedeschi della prima metà dell'Ottocento (1950)
- Critica dell'esistenzialismo (1951)
- L'estética di Croce e la crisi dell'idealismo italiano (1951)
- Il nuovo positivismo e lo sperimentalismo (1954)